# Megalomus flinti
Megalomus flinti is een insect uit de familie van de bruine gaasvliegen (Hemerobiidae), die tot de orde netvleugeligen (Neuroptera) behoort. 
Megalomus flinti is voor het eerst wetenschappelijk beschreven door Nakahara in 1965.